# Oliver Dupont
Oliver Dupont (født 16. januar 1990) er en dansk curlingspiller. Han deltager i vinter-OL 2018 i Pyeongchang, Sydkorea. Oliver Dupont er lillebror til de to curlingsøstre Denise Dupont og Madeleine Dupont, og forlovet med den russiske curlingspiller Victoria Moiseeva.[kilde mangler]

## Eksterne kilder
- Team Stjerne Arkiveret 19. maj 2017 hos  Wayback Machine

- Oliver Duponts profil på Olympics.com (engelsk)
- Oliver Duponts profil på Olympic.org (arkiveret) (engelsk)
- Oliver Duponts profil på Olympedia (engelsk)
- Oliver Duponts profil hos World Curling Tour (engelsk)
- Oliver Duponts profil hos World Curling Federation (engelsk)